# 东陈陈氏宗祠
东陈陈氏宗祠又名敦睦堂，位于中国浙江省金华市浦江县浦南街道五村东陈自然村，始建于清康熙六十年（1721），雍正五年（1727）竣工。民国三年（1914）扩建戏台，次年竣工。今建筑中轴线上依次为前厅（内侧设戏台）、中厅和后厅，面阔均为五间，硬山顶。中厅和后厅以穿堂三间相连，中厅前东西各有与前厅相连的厢楼二层四间，后厅前东西各有继绝祠和功德祠三间。戏台为歇山顶，木雕为当地雕刻家周光洪作品。